# مملكة النمل (فلم)
مملكة النمل هو فيلم فلسطيني للمخرج التونسي شوقي الماجري، مدة عرضه 112 دقيقة، وتم عرضه لأول مرة في لبنان عام 2012، تمثيل كل من صبا مبارك ومنذر ريحانة، وتأليف خالد الطريفي. نال الفيلم جائزة أوسمان سامبين الكبرى في إطار المسابقة الرسمية للدورة السادسة عشرة لمهرجان السينما الإفريقية بمدينة خريبكة المغربية.

## أحداث الفيلم
تدور أحداث الفيلم في إطار وفنتازي ووقائع تاريخية حول الزوجين "جليلة" صبا مبارك و"طارق" منذر رياحنة اللذين يعانيان من قمع المحتل الإسرائيلي على مدار 12 عاما بسبب انخراطهما في المقاومة الفلسطينية، حيث يتعرضا للسجن والتعذيب، ويصاب ابنهما الذي لم يتجاوز الحادية عشر برصاصة مباشرة رداً على إلقائه الحجارة على مدرعة إسرائيلية في القدس. فتحاول والدته البحث عنه بين الجرحى في المستشفيات إلا أنها لا تجده بينهم بسبب استشهاده. فالواقع الفلسطيني كمملكة النمل يعج بالصراعات ويعمل كل من فيه بكل طاقته كي يتغلب على عوامل الفناء بخلق معطيات طبيعية للبقاء فلا يبالي بهزيمة أو انكسار.

## وصلات خارجية
- مقالات تستعمل روابط فنية بلا صلة مع ويكي بيانات